# كأس الجزائر 1964–65
كأس الجزائر 1964–65 هو موسم من كأس الجزائر. أشرف على تنظيمه الإتحاد الجزائري لكرة القدم، وفاز فيه مولودية سعيدة.